# Алжир на Светском првенству у атлетици на отвореном 2017.
Алжир је на Светском првенству у атлетици на отвореном 2017. одржаном у Лондону од 4. до 13. августа, учествовао шеснаести пут, односно учествовао је на свим првенствима одржаним до данас. Репрезентацију Алжира представљало је 8 атлетичара (6 мушкараца и 2 жене), који су се такмичили у 7 атлетских дисциплина (5 мушких и 2 женске).,
На овом првенству Алжир није освојио ниједну медаљу. Оборена су два национална и четири лична рекорда и 12 најбоља лична резултата сезоне.

## Учесници
| Мушкарци: - Амине Белферар — 800 м - Abderrahmane Anou — 1.500 м - Абделмалик Лаулу — 400 м препоне - Билал Табти — 3.000 м препреке - Хишам Бушиша — 3.000 м препреке - Ларби Бурада — Десетобој | Жене: - Кенза Дахмани Тифахи — Маратон - Амина Бетише — 3.000 м препреке |  |

## Резултати

### Мушкарци
| Атлетичар         | Дисциплина       | Лични рекорд | Квалификације     | Квалификације     | Полуфинале           | Полуфинале           | Финале               | Финале               | Детаљи                                   |
| Атлетичар         | Дисциплина       | Лични рекорд | Резултат          | Место             | Резултат             | Место                | Резултат             | Место                | Детаљи                                   |
| ----------------- | ---------------- | ------------ | ----------------- | ----------------- | -------------------- | -------------------- | -------------------- | -------------------- | ---------------------------------------- |
| Амине Белферар    | 800 м            | 1:45,01      | Није завршио трку | Није завршио трку | Није се квалификовао | Није се квалификовао | Није се квалификовао | Није се квалификовао | Архивирано на веб-сајту (17. април 2018) |
| Abderrahmane Anou | 1.500 м          | 3:35,2       | 3:47,38           | 12. у гр. 1       | Није се квалификовао | Није се квалификовао | Није се квалификовао | 35 / 41 (45)         |                                          |
| Абделмалик Лаулу  | 400 м препоне    | 48,62 НР     | 49,78 КВ          | 3. у гр. 2        | 49,33                | 5. у гр. 1           | Није се квалификовао | 10 / 36 (40)         | Архивирано на веб-сајту (7. април 2018)  |
| Билал Табти       | 3.000 м препреке | 8:20,20      | 8:23,28 кв        | 4. у гр. 1        |                      |                      | Дисквалификован      | Дисквалификован      |                                          |
| Хишам Бушиша      | 3.000 м препреке | 8:20,11      | 8:30,01           | 6. у гр. 2        | Није се квалификовао | 20 / 44 (45)         |                      |                      |                                          |

#### Десетобој
| Дисциплина    | Ларби Бурада Архивирано на веб-сајту (19. април 2018) | Ларби Бурада Архивирано на веб-сајту (19. април 2018) | Ларби Бурада Архивирано на веб-сајту (19. април 2018) | Ларби Бурада Архивирано на веб-сајту (19. април 2018) | Ларби Бурада Архивирано на веб-сајту (19. април 2018) | Ларби Бурада Архивирано на веб-сајту (19. април 2018) |
| Дисциплина    | Лич. рек.                                             | Резултат                                              | Бод.                                                  | Плас.                                                 | Укупно                                                | Плас.                                                 |
| ------------- | ----------------------------------------------------- | ----------------------------------------------------- | ----------------------------------------------------- | ----------------------------------------------------- | ----------------------------------------------------- | ----------------------------------------------------- |
| 100 м         | 10,61                                                 | 10,80 ЛРС                                             | 906                                                   | 8.                                                    | 906                                                   | 8.                                                    |
| Скок удаљ     | 7,69                                                  | 7,22                                                  | 866                                                   | 20.                                                   | 1.772                                                 | 13.                                                   |
| Бацање кугле  | 13,78                                                 | 13,41 ЛРС                                             | 692                                                   | 26.                                                   | 2.464                                                 | 19.                                                   |
| Скок увис     | 2,10                                                  | 1,90                                                  | 714                                                   | 26.                                                   | 3.178                                                 | 21.                                                   |
| 400 м         | 46,69                                                 | НС                                                    |                                                       |                                                       |                                                       |                                                       |
| 110 м препоне | 14,00                                                 |                                                       |                                                       |                                                       |                                                       |                                                       |
| Бацање диска  | 42,39                                                 |                                                       |                                                       |                                                       |                                                       |                                                       |
| Скок мотком   | 5,00                                                  |                                                       |                                                       |                                                       |                                                       |                                                       |
| Бацање копља  | 66,49                                                 |                                                       |                                                       |                                                       |                                                       |                                                       |
| 1.500 м       | 4:12,15                                               |                                                       |                                                       |                                                       |                                                       |                                                       |
| Десетобој     | 8.521 НР                                              |                                                       |                                                       |                                                       | НЗ                                                    |                                                       |

### Жене
| Атлетичарка          | Дисциплина       | Лични рекорд | Квалификације | Квалификације | Полуфинале | Полуфинале | Финале                | Финале             | Детаљи                                   |
| Атлетичарка          | Дисциплина       | Лични рекорд | Резултат      | Место         | Резултат   | Место      | Резултат              | Место              | Детаљи                                   |
| -------------------- | ---------------- | ------------ | ------------- | ------------- | ---------- | ---------- | --------------------- | ------------------ | ---------------------------------------- |
| Кенза Дахмани Тифахи | Маратон          | 2:33:21      |               |               |            |            | Није завршила трку    | Није завршила трку | Архивирано на веб-сајту (4. август 2018) |
| Амина Бетише         | 3.000 м препреке | 9:25,90 НР   | 9:53,06       | 10. гр. 2     |            |            | Није се квалификовала | 28 / 42 (45)       |                                          |